# Rhynchagrotis faculella
Rhynchagrotis faculella là một loài bướm đêm trong họ Noctuidae.